# James Faulkner
James Sebastian Faulkner (Londres, 18 de julio de 1948), es un actor británico, más conocido por sus numerosas participaciones en cine y televisión.

## Biografía
En 1967 se unió a la escuela Central School of Speech and Drama.
James está casado con Kate Faulkner con quien tiene dos hijos, los actores Guy Faulkner y Leo Faulkner.

## Carrera
James ha prestado su voz para varios personajes de series animes como Cromartie High School, Kino no tabi, Kaleido Star, RahXephon, Full Metal Panic!, entre otras.
En 1972 se unió al elenco de la película The Great Waltz donde interpretó al compositor y director de orquesta austriaco Josef Strauss.
En 1976 se unió al elenco de la miniserie I, Claudius donde interpretó al rey de los judíos Herodes Agripa.
En 1981 apareció en la película Priest of Love donde interpretó a Aldous Huxley; la película está basada en la vida del escritor D. H. Lawrence.
En 1984 apareció por primera vez en la serie Minder donde interpretó a Apsimon durante el episodio "The Car Lot Baggers", un año después apareció nuevamente en la serie ahora interpretando a Ted Moore en el episodio "Minder on the Orient Express".
En 1988 interpretó a Stapleton, uno de los mayores enemigos de Sherlock Holmes en la película The Hound of the Baskervilles.
En 1991 se unió al elenco de la miniserie Devices and Desires donde interpretó al doctor Alex Mair, el gerente de la planta de energía nuclear Larksoken.
En 1992 interpretó al Barón John Mullens el antagonista principal de la serie Covington Cross.
En 1994 apareció en un episodio de la popular serie norteamericana Nikita donde interpretó a Dominic, más tarde apareció nuevamente en la serie ahora en 1999 durante el episodio "Cat and Mouse". Ese mismo año apareció en un episodio de la popular serie Highlander donde interpretó a Marcus Constantine, un general romano.
En 2001 interpretó a Geoffrey Alconbury, el tío de Bridget Jones (Renée Zellweger) en la película El diario de Bridget Jones.
En 2004 interpretó nuevamente a Geoffrey Alconbury ahora en la película Bridget Jones: The Edge of Reason. Ese mismo año apareció en la película Agent Cody Banks 2: Destination London donde interpretó a Lord Duncan Kenworth.
En 2006 obtuvo el papel de Lord Cooper en la película El buen pastor protagonizada por los actores Matt Damon y Robert De Niro.
En 2007 se unió al elenco secundario de la película Hitman donde interpretó al agente de la CIA Smith Jamison, quien hace un trato con el agente 47 (Timothy Olyphant) para atrapar al agente de armas Udre Belicoff (Henry Ian Cusick) y que más tarde ayuda al agente 47 a escapar luego de que es detenido por la Interpol.
En 2008 se unió al elenco de la película The Bank Job donde interpretó a Guy "Major" Singer, un hombre que se une al grupo de Terry Leather (Jason Statham) para que lo ayuden a ejecutar el plan de robar unas cajas fuertes de seguridad de un banco de la calle Baker Street, en Londres.
En 2010 apareció como invitado en la popular serie de espías Spooks donde interpretó al petrolero británico y multimillonario Robert Westhouse.
En 2011 apareció en dos episodios de la serie francesa-alemana Borgia donde dio vida a Piero Soderini, un estadista florentino. Además, dicho año obtuvo un pequeño papel en la película X-Men: primera generación donde interpretó al gerente del banco suizo.
En 2013 se unió al elenco principal de la serie Da Vinci's Demons donde interpretó al Papa Sixto IV, quien busca por todos los medios destruir a los Medici, hasta el final de la serie en 2015.
En 2016 se unió al elenco de la sexta temporada de la popular serie de HBO Juego de Tronos donde da vida a Randyll Tarly, padre de Samwell Tarly.
En 2018 protagoniza junto a Jim Caviezel la película bíblica "Pablo, el apóstol de Cristo".

## Filmografía

### Series de televisión
| Año        | Título                       | Personaje            | Notas                                          |
| ---------- | ---------------------------- | -------------------- | ---------------------------------------------- |
| 2017       | Watership Down               | Frith                | episodio # 1.1 - miniserie                     |
| 2016-2017  | Juego de Tronos              | Randyll Tarly        | 5 episodios                                    |
| 2014       | Downton Abbey                | Lord Daniel Sinderby | 4 episodios                                    |
| 2013-2015  | Da Vinci's Demons            | Papa Sixto IV        | 24 episodios                                   |
| 2013       | New Tricks                   | Frank Miles          | episodio "Into the Woods"                      |
| 2011       | Borgia                       | Piero Soderini       | 2 episodios                                    |
| 2011       | Tatort                       | Rupert Farr          | episodio "Der illegale Tod"                    |
| 2010       | Spooks                       | Robert Westhouse     | episodio # 9.2                                 |
| 2010       | Ben Hur                      | Marcellus            | 2 episodios - miniserie                        |
| 2009       | The Royal                    | Sir Charles          | episodio "A Hero for Our Time"                 |
| 2008       | Tak & the Power of Juju      | Hairy Zaria          | episodio "Tikis of War"                        |
| 2001       | Heartbeat                    | Ronald Meeks         | episodio "Consequences"                        |
| 2000       | Relic Hunter                 | Huy Rocher           | episodio "Memories of Montmartre"              |
| 1999       | Nikita                       | Dominic              | episodio "War"                                 |
| 1998       | Taggart                      | Col. Robert Falkirk  | episodio "Dead Reckoning"                      |
| 1997       | Pie in the Sky               | Ronald Quicke        | episodio "Cutting the Mustard"                 |
| 1997       | Smith & Jones                | -                    | 3 episodios                                    |
| 1996       | A Touch of Frost             | Clifford Hastings    | episodio "Fun Times for Swingers"              |
| 1995       | Chandler & Co                | Giles Cotham         | episodio "No Tomorrow"                         |
| 1995       | Hamish Macbeth               | Col. Don Maxwell     | episodio "A Bit of an Epic"                    |
| 1994       | Wycliffe                     | Steven Lander        | episodio "The Dead Flautist"                   |
| 1994       | Class Act                    | Vladislaw Pusczycow  | episodio # 1.4                                 |
| 1994       | Highlander                   | Marcus Constantine   | episodio "Pharaoh's Daughter"                  |
| 1993       | Demob                        | Rudy Lorimer         | -                                              |
| 1992       | The Blackheath Poisonings    | Roger Vandervent     | 3 episodios                                    |
| 1991, 1992 | Zorro                        | Antonio Villero      | 2 episodios                                    |
| 1992       | Covington Cross              | John Mullens         | 13 episodios                                   |
| 1992       | Lovejoy                      | Alfredo Pereira      | episodio "Friends in High Places"              |
| 1991       | Inspector Morse              | Basilios Basilakis   | episodio "Greeks Bearing Gifts"                |
| 1991       | Devices and Desires          | Dr. Alex Mair        | 6 episodios - miniserie                        |
| 1991       | Napoléon et l'Europe         | -                    | -                                              |
| 1989       | Bergerac                     | Anton Charet         | episodio "Weekend Off"                         |
| 1989       | Agatha Christie's Poirot     | Mayor Eustace        | episodio "Murder in the Mews"                  |
| 1988       | Blind Justice                | -                    | episodio "Permanent Blue" - miniserie          |
| 1988       | The Contract                 | Chales Mawby         | -                                              |
| 1986       | First Among Equals           | Simon Kerslake       | 10 episodios - miniserie                       |
| 1985       | Minder                       | Ted Moore            | episodio "Minder on the Orient Express"        |
| 1985       | The Bill                     | Sidney Sharman       | episodio "Burning the Books"                   |
| 1984       | Mr. Palfrey of Westminster   | Reisman              | episodio "A Present from Leipzig"              |
| 1984       | Strangers and Brothers       | Christopher Mansel   | episodio # 1.13                                |
| 1982       | Muck and Brass               | Maurice Taylor       | 4 episodios                                    |
| 1980       | The Professionals            | Mayor Nairn          | episodio "Kickback"                            |
| 1980       | The Martian Chronicles       | Mr. K                | 3 episodios - miniserie                        |
| 1980       | Tales of the Unexpected      | Patrick              | episodio "A Girl Can't Always Have Everything" |
| 1979       | Screenplay                   | -                    | episodio "The Sound of Guns"                   |
| 1978       | Hazell                       | Gordon Gregory       | 5 episodios                                    |
| 1976       | I, Claudius                  | Herodes Agripa       | 5 episodios - miniserie                        |
| 1975       | The Anton Chekhov Collection | Oficial de Policía   | episodio "Chips with Everything"               |
| 1976       | Softly Softly: Task Force    | Clive Hornsby-Hyatt  | episodio "Twenty-Seven Pieces of Porcelain"    |
| 1976       | The View from Daniel Pike    | Rollo                | episodio "Away Match"                          |

### Películas
| Año  | Título                                                    | Personaje                         | Notas |
| ---- | --------------------------------------------------------- | --------------------------------- | --- |
| 2025 | The Last Supper                                           | Caifás                            | junto a James Oliver Wheatley, Jamie Ward, Charlie MacGechan, Nathalie Rapti Gomez y Robert Knepper          |
| 2023 | The Devil Conspiracy                                      | Cardenal Vincini                  | junto a Alice Orr-Ewing, Joe Doyle, Eveline Hall, Peter Mensah, Joe Anderson, Spencer Wilding y Brian Casper |
| 2018 | Paul, Apostle of Christ                                   | Paul                              | junto a Jim Caviezel, Olivier Martinez, Joanne Walley y John Lynch                                           |
| 2016 | Underworld: Next Generation                               | -                                 | junto a Kate Beckinsale, Theo James, Charles Dance y Lara Pulver                                             |
| 2016 | Final Portrait                                            | Pierre Matisse                    | junto a Armie Hammer, Geoffrey Rush, Clémence Poésy y Tony Shalhoub                                          |
| 2011 | X: First Class                                            | Gerente del Banco Suizo           | junto a James McAvoy, Michael Fassbender & Kevin Bacon                                                       |
| 2009 | Machotaildrop                                             | Barón                             | junto a Lukács Bicskey, Guy Faulkner, Leo Faulkner & Vanessa Guide                                           |
| 2009 | God Thinks You're a Loser                                 | Voz de Rex                        | junto a Natasha Melnick, Sue Rock & Annika Peterson                                                          |
| 2009 | The Three Investigators and the Secret of Terror Castle   | Stephen Terrill/Victor Hugenay    | junto a Chancellor Miller, Nick Price & Cameron Monaghan                                                     |
| 2008 | Franklyn                                                  | Dr. Earlle/Pastor Bone            | junto a Eva Green, Ryan Phillippe, Sam Riley & Bernard Hill                                                  |
| 2008 | Der Bibelcode                                             | Cardenal Emad Rhades              | junto a Cosma Shiva Hagen, Olivier Sitruk & Joachim Fuchsberger                                              |
| 2008 | The Bank Job                                              | Guy Singer                        | junto a Jason Statham, Saffron Burrows & Stephen Campbell Moore                                              |
| 2007 | Hitman                                                    | Smith Jamison                     | junto a Timothy Olyphant, Dougray Scott, Olga Kurylenko & Ulrich Thomsen                                     |
| 2007 | The Three Investigators and the Secret of Skeleton Island | Bill/Victor Hugenay               | junto a Chancellor Miller, Nick Price & Cameron Monaghan                                                     |
| 2006 | The Good Shepherd                                         | Lord Cooper                       | junto a Matt Damon, Alec Baldwin, Billy Crudup & Robert De Niro                                              |
| 2006 | The Conclave                                              | Cardenal Guillaume d'Estouteville | junto a Manu Fullola, Brian Blessed & Rolf Kanies                                                            |
| 2006 | Day of Wrath                                              | Fray Anselmo                      | junto a Christopher Lambert, Blanca Marsillach & Brian Blessed                                               |
| 2005 | Colour Me Kubrick: A True...ish Story                     | Oliver                            | junto a Tom Allen, Jim Davidson & Richard E. Grant                                                           |
| 2004 | Bridget Jones: The Edge of Reason                         | Geoffrey Alconbury                | junto a Renée Zellweger, Gemma Jones, Jim Broadbent & Colin Firth                                            |
| 2004 | Lady Death                                                | General Utuk Xul                  | junto a Christine M. Auten, Mike Kleinhenz, Andy McAvin & Mike MacRae                                        |
| 2004 | Agent Cody Banks 2: Destination London                    | Lord Duncan Kenworth              | junto a Frankie Muniz, Anthony Anderson y Anna Chancellor                                                    |
| 2003 | Uncle Douglas                                             | Douglas Phillips                  | corto - junto a Simon Greenall, Dan Johnston & Emma Pierson                                                  |
| 2003 | Leonardo                                                  | Sforza                            | junto a Mark Rylance, James Frain & Adam Croasdell                                                           |
| 2003 | I Capture the Castle                                      | Aubrey Fox-Cotton                 | junto a Romola Garai, Bill Nighy, Rose Byrne, Henry Cavill & David Bamber                                    |
| 2002 | The Piano Player                                          | Nicholas Farrel                   | junto a Christopher Lambert, Dennis Hopper, Diane Kruger & Simon Mabija                                      |
| 2002 | Le loup de la côte Ouest                                  | Lew Millar                        | junto a Anna Mouglalis, Gérard Watkins, Valérie Dréville & Lizzie Brocheré                                   |
| 2001 | Bridget Jones's Diary                                     | Geoffrey Alconbury                | junto a Renée Zellweger, Gemma Jones, Jim Broadbent & Colin Firth                                            |
| 2001 | The Lost Empire                                           | Marcus Harding                    | junto a Thomas Gibson, Bai Ling, Russell Wong & Ric Young                                                    |
| 2001 | Burning Down the House                                    | Hal Lander                        | junto a John Savage, James Wilder & Joanne Baron                                                             |
| 2000 | Hell Swarm                                                | Albion                            | junto a Boyd Kestner, Kathryn Morris, Amanda Welles & Travis Ammons                                          |
| 1998 | Le poulpe                                                 | Thomas                            | junto a Jean-Pierre Darroussin, Clotilde Courau & Stéphane Boucher                                           |
| 1998 | Vigo: Passion for Life                                    | Dr. Gerard                        | junto a James Frain, Romane Bohringer & Nicholas Barnes                                                      |
| 1998 | All the Little Animals                                    | Mr. Stuart Whiteside              | junto a John Hurt, Christian Bale & Daniel Benzali                                                           |
| 1998 | A Kid in Aladdin's Palace                                 | Luxor                             | junto a Thomas Ian Nicholas, Rhona Mitra, Nicholas Irons & Taylor Negron                                     |
| 1998 | The Commissioner                                          | Gordon Cartwright                 | junto a John Hurt, Alice Krige, Simon Chandler & David Morrissey                                             |
| 1998 | Bloodlines: Legacy of a Lord                              | John Aspinall                     | junto a Jon Finch, Beatie Edney & Richard Lintern                                                            |
| 1997 | The Apocalypse Watch                                      | Sir Alexander Strong              | junto a Patrick Bergin, John Shea, Virginia Madsen & Benedick Blythe                                         |
| 1996 | Crimetime                                                 | Crowley                           | junto a Stephen Baldwin, Pete Postlethwaite y Geraldine Chaplin                                              |
| 1996 | Wavelength                                                | Dr. Eric Amore                    | junto a Jeremy Piven, Kelli Williams & Dominic West                                                          |
| 1995 | Strike Force                                              | Francis Headley                   | junto a Tim Bentinck, Nancy Crane & Fiona Dolman                                                             |
| 1994 | Guinevere                                                 | -                                 | junto a Sheryl Lee, Sean Patrick Flanery & Noah Wyle                                                         |
| 1992 | Carry on Columbus                                         | Torquemada                        | junto a Jim Dale, Bernard Cribbins & Maureen Lipman                                                          |
| 1991 | Un amour de banquier                                      | Laurent Leclair                   | junto a Martin Sheen, Jacqueline Bisset & Jean-Pierre Cassel                                                 |
| 1989 | The Yellow Wallpaper                                      | Charles Stark                     | junto a Stephen Dillane, Julia Watson & Carolyn Pickles                                                      |
| 1989 | Just Another Secret                                       | Markus Vogel                      | junto a Beau Bridges, Kenneth Cranham & Erich Hallhuber                                                      |
| 1988 | The Hound of the Baskervilles                             | Stapleton                         | junto a Jeremy Brett, Edward Hardwicke y Raymond Adamson                                                     |
| 1988 | Catherine                                                 | -                                 | junto a Susan Jameson & Susie Lindeman                                                                       |
| 1988 | The Bourne Identity                                       | D'Anjou                           | junto a Richard Chamberlain, Jaclyn Smith, Anthony Quayle & Donald Moffat                                    |
| 1987 | Still Crazy Like a Fox                                    | Duque de Trent                    | junto a Jack Warden, Graham Chapman & Catherine Oxenberg                                                     |
| 1985 | Deceptions                                                | Richard Blackwell                 | junto a Stefanie Powers, Barry Bostwick, Jeremy Brett & Sam Wanamaker                                        |
| 1985 | Lace II                                                   | Charles Chazelle                  | junto a Brooke Adams, Deborah Raffin, Arielle Dombasle & Phoebe Cates                                        |
| 1984 | Flashpoint Africa                                         | Ramon                             | junto a Gayle Hunnicutt, Siegfried Rauch & Trevor Howard                                                     |
| 1984 | Real Life                                                 | Robin                             | junto a Rupert Everett, Isla Blair & Michael Cochrane                                                        |
| 1983 | Eureka                                                    | Roger                             | junto a Gene Hackman, Theresa Russell, Rutger Hauer & Mickey Rourke                                          |
| 1982 | Ich bin dein Killer                                       | Felix                             | junto a Hans Peter Hallwachs, Victoria Tennant & Heinz Trixner                                               |
| 1981 | Priest of Love                                            | Aldous Huxley                     | junto a Ian McKellen, Ava Gardner, Penelope Keith & John Gielgud                                             |
| 1981 | Peter and Paul                                            | Menahem                           | junto a Anthony Hopkins, Robert Foxworth, Eddie Albert & Raymond Burr                                        |
| 1979 | Zulu Dawn                                                 | Teniente Melvill                  | junto a Burt Lancaster, Simon Ward, Denholm Elliott & Peter Vaughan                                          |
| 1976 | Albino                                                    | Terick                            | junto a Christopher Lee, Horst Frank & Sybil Danning                                                         |
| 1975 | Conduct Unbecoming                                        | Lt. Edward Millington             | junto a Michael York, Richard Attenborough, Trevor Howard & Stacy Keach                                      |
| 1974 | Great Expectations                                        | Bentley Drummle                   | junto a Michael York, Sarah Miles, Robert Morley & Joss Ackland                                              |
| 1974 | The Abdication                                            | Magnus de la Gardie               | junto a Peter Finch, Liv Ullmann, Cyril Cusack & Graham Crowden                                              |
| 1972 | The Great Waltz                                           | Josef Strauss                     | junto a Horst Buchholz, Nigel Patrick & Rossano Brazzi                                                       |

### Series de anime y manga
| Año  | Título                           | Personaje                        | Notas                             |
| ---- | -------------------------------- | -------------------------------- | --------------------------------- |
| 2010 | Halo Legends                     | Oficial de la ONI                | episodio "The Babysitter"         |
| 2005 | Xenosaga: The Animation          | Helmer                           | episodio "Awakening"              |
| 2004 | Gantz                            | Big Greenonion                   | prestó su voz para el personaje   |
| 2003 | Chrono Crusade                   | Vizconde Borzo/Voces Adicionales | prestó su voz para los personajes |
| 2003 | Cromartie High School            | Noboru Yamaguchi                 | prestó su voz para el personaje   |
| 2003 | Kino no tabi                     | Trucker                          | prestó su voz para el personaje   |
| 2003 | Kaleido Star                     | Oficial Jerry/Capitán del Bote   | prestó su voz para los personajes |
| 2003 | Parasite Dolls                   | Puppet Master                    | prestó su voz para el personaje   |
| 2002 | RahXephon                        | Jean-Patrick Shapplin            | prestó su voz para el personaje   |
| 2002 | Full Metal Panic!                | Byrant/Belfangan Clouseau        | prestó su voz para los personajes |
| 2001 | Noir                             | Yan                              | prestó su voz para el personaje   |
| 2001 | Najica Blitz Tactics             | Fanc                             | prestó su voz para el personaje   |
| 2001 | Slayers Premium                  | Goro Naya/Guardián Deity         | prestó su voz para los personajes |
| 1998 | Super Milk Chan                  | Voces Adiocionales               | prestó su voz para los personajes |
| 1972 | Gatchaman                        | Comandante Malvado               | episodio "Nazo no akai suna"      |
| -    | Hakugei: Legend of the Moby Dick | Moby Dick                        | prestó su voz para el personaje   |

### Videojuegos
| Año  | Título                                 | Personaje     | Notas                           |
| ---- | -------------------------------------- | ------------- | ------------------------------- |
| 2018 | League of Legends                      | Swain         | prestó su voz para el personaje |
| 2009 | Harry Potter and the Half-Blood Prince | Severus Snape | prestó su voz para el personaje |

### Productor y narrador
| Año  | Título                                  | Notas       |
| ---- | --------------------------------------- | ----------- |
| 1998 | History Undercover: Jungle Battle Burma | narrador    |
| 1979 | Zulu Dawn                               | coproductor |

### Teatro
| Año        | Obra                                  | Personaje           | Director (a) | Teatro           | Notas                                                                |
| ---------- | ------------------------------------- | ------------------- | ------------ | ---------------- | -------------------------------------------------------------------- |
| 2005       | Rosencrantz and Guildenstern Are Dead | Jugador             | -            | -                | -                                                                    |
| 2001       | Lulu                                  | Marqués Casti-Piani | -            | -                | -                                                                    |
| 2000       | Lenin in Love                         | Lenin               | -            | -                | -                                                                    |
| 1996       | Les Enfants Du Paradis                | -                   | Simon Callow | Barbican Theatre | junto a Colin Farrell, James Purefoy, Helen McCrory & Joseph Fiennes |
| 1995       | A Patriot For Me                      | Juez Jaroslav Kunz  | -            | -                | -                                                                    |
| 1990       | The Constant Wife                     | Dr. John Middleton  | -            | -                | -                                                                    |
| 1984       | On The Spot                           | Angelo Verona       | -            | -                | -                                                                    |
| 1977       | The Deep Blue Sea                     | Freddy              | -            | -                | -                                                                    |
| 1974       | Henry IV                              | Di Nolli            | -            | -                | -                                                                    |
| 1972       | Macbeth                               | Malcolm             | -            | -                | -                                                                    |
| 1971, 1972 | Caesar and Cleopatra                  | Appollodaurus       | -            | -                | -                                                                    |
| 1971       | Dear Antonine                         | -                   | -            | -                | -                                                                    |
| 1971       | Reunion In Vienna                     | -                   | -            | -                | -                                                                    |
| 1970       | Venice Preserved                      | -                   | -            | -                | -                                                                    |
| 1970       | Boswell's Life of Johnson             | -                   | -            | -                | -                                                                    |
| 1970       | Much Ado About Nothing                | -                   | -            | -                | -                                                                    |